# Proectocion
Proectocion è un genere estinto di mammiferi, appartenente ai litopterni. Visse nell'Eocene medio (circa 42 - 38 milioni di anni fa) e i suoi resti fossili sono stati ritrovati in Sudamerica.

## Descrizione
Questo animale è noto principalmente per la dentatura, ed è quindi impossibile ricostruirne l'aspetto. In generale, i denti di Proectocion assomigliavano a quelli di un altro ungulato sudamericano dell'Eocene, Didolodus. La struttura del quarto molare superiore di Proectocion era però completamente differente da quella dei didolodontidi: il paracono e il metacono erano ben separati, ed era presente un piccolo mesostilo. Il terzo molare era dotato di un ipocono differente da quello di Didolodus e simile a quello dei litopterni come Macrauchenia e Adiantoides. Il pattern della corona dei molari superiori era differente da quello dei proteroteriidi ma simile a quello dei macraucheniidi, con l'ipocono unito anteriormente alla cresta del protocono-metacono. Il paralofide diretto ventralmente e troncato, così come l'aspetto colonnare delle cuspidi dei molari inferiori, erano caratteristiche che si riscontravano anche nell'enigmatico Polymorphis. I molari e i premolari superiori erano dotati di creste che interconnettevano le cuspidi, mentre il terzo molare inferiore era allungato e dotato di un ipoconulide ben sviluppato; queste caratteristiche erano tipiche degli adiantidi.

## Classificazione
Proectocion venne descritto per la prima volta da Florentino Ameghino nel 1904, sulla base di resti fossili ritrovati in Patagonia (Argentina). Come implica il nome, Ameghino considerava Proectocion ancestrale al genere Ectocion, un fenacodontide nordamericano, e ascrisse entrambi i generi alla famiglia Hyracotheriidae. Nel 1848 George Gaylord Simpson considerò Proectocion un membro dei didolodontidi, ma successive revisioni indicarono una probabile parentela (o addirittura un'appartenenza) con la famiglia Adianthidae nell'ambito dei litopterni (Cifelli e Soria, 1983). Al genere Proectocion sono classicamente ascritte due specie, entrambe classificate da Ameghino nel 1904: la specie tipo Proectocion argentinus e P. precisus, entrambe provenienti dalla zona di Gran Barranca nella provincia di Chubut. La specie Oxybunotherium praecursor, descritta da Rosendo Pascual nel 1965 e proveniente dalla zona di Laguna de la Bombadilla e da Gran Barranca, potrebbe anch'essa appartenere al genere Proectocion.